# Бантинг, Ева
Энн Эвелин Бантинг (урожденная Болтон) (родилась 19 декабря 1928) (также известная как Ева Бантинг) — американская писательница, родившаяся в Северной Ирландии.

## Биография
Родилась 19 декабря 1928 года в городе Магера, Северная Ирландия, Великобритания. Отец работал почтмейстером, а мать была домохозяйкой.
Получила образование в Белфасте (Северная Ирландия), посещала методистский колледж в начале 1940-х годов и окончила его в 1945 году. Затем она поступила в Королевский университет, где познакомилась со своим мужем.
Вышла замуж в 1950 году за управляющего бизнесом Эдварда Дэвидсона Бантинга, с которым познакомилась в колледже. Поженившись, пара переехала в Шотландию. У них родилось трое детей: Кристин, Слоан и Гленн.
В 1958 году Бантинг иммигрировала в США со своим мужем и тремя детьми, а затем в 1959 году поступила в городской колледж Пасадены. Затем Бантинг поступила на литературный курс в местном колледже. О своем первом опубликованном рассказе «Два гиганта» она сказала в одном из интервью: «Я думала, что все в мире знают эту историю, но когда я поняла, что это не так, я подумала, что им следует заняться».
Бантинг живет в Пасадене, Калифорния, со своей семьей.

## Творчество
Написала более 250 книг. Ее работа охватывает широкий спектр тем и включает в себя художественную и научно-популярную литературу. Ее романы в первую очередь предназначены для детей и молодежи, но также написала тексты для книжек с картинками. Хотя действие многих ее книг происходит в Северной Ирландии, где она выросла, ее темы и настройки варьируются от Дня Благодарения до беспорядков в Лос-Анджелесе. Первая книга Бантинга «Два гиганта»., была опубликована в 1971 году. Вошла в список 100 лучших авторов Образовательной ассоциации.

## Избранная библиография
- Два гиганта
- Тележка, которая везла Мартина (2013), иллюстрация Дона Тейта
- Одно зеленое яблоко (2006), иллюстрировано Тедом Левином
- Одуванчики (1995)
- Рабочий день (1994)
- Гроб на футляре! (1992) - Премия Эдгара за лучшую детскую тайну
- Улетай домой (1991)
- Дети-призраки (1989)
- Сколько дней до Америки?
- Лунная палка
- Nasty, Stinky Sneakers - Детская книжная премия Sequoyah 1997 г[5]
- Вот что делают лепреконы (2006)
- Ночевка в шестом классе - премия Sequoyah Children's Book Award 1989[5]
- Дымная ночь (1994), иллюстрация Дэвида Диаса
- Лето Райли (2001)
- Человек с красной сумкой (2007)